# Karnauba

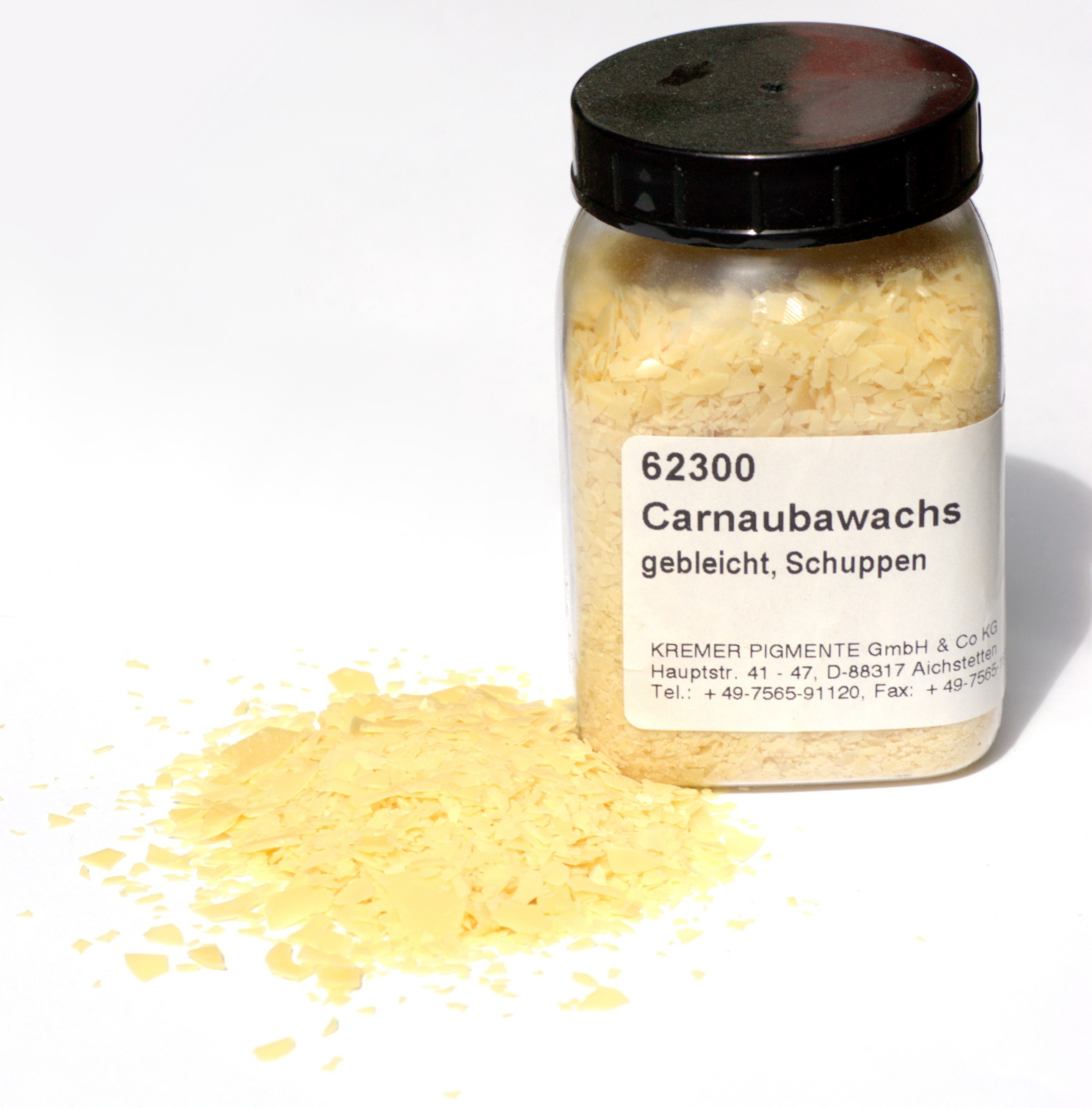
Wosk karnauba

Karnauba (łac. Cera Carnauba) – naturalny wosk roślinny pozyskiwany z liści palmy – kopernicji woskodajnej Copernicia cerifera, rosnącej w Brazylii. Wydziela się w postaci drobnych łusek na liściach palmowych z których, po ich zasuszeniu jest strząsany (z wydajnością ok. 8–10 g z pojedynczego liścia). 
Wosk ma barwę od jasnozielonawej do brudnoszarej, a po oczyszczeniu żółtawą lub białą. Topnieje w temperaturze od 83 do 86 °C. Ma ciężar właściwy 0,990–0,999. Jest najtwardszym z wosków naturalnych. Rozpuszcza się w benzenie, wrzącym eterze i alkoholu. 
Używany jest do politurowania, pokrywania świec i kalki kopiującej, wyrobu past do butów i szminek, utwardzania wosku pszczelego, w konserwacji dzieł sztuki, a także do produkcji niektórych żelków oraz otoczki/glazury tic-taców. 